# Chapelle Saint-Claude d'Inguiniel
La chapelle Saint-Claude est située au lieu-dit « Saint-Claude » sur la commune d'Inguiniel dans le Morbihan.

## Historique
Le calvaire fait l’objet d’une inscription au titre des monuments historiques depuis le 4 février 1974.